# Комбрај
Комбрај (фр. Combrailles) насеље је и општина у централној Француској у региону Оверња, у департману Пиј де Дом која припада префектури Риом.
По подацима из 2011. године у општини је живело 223 становника, а густина насељености је износила 10,82 становника/km². Општина се простире на површини од 20,61 km². Налази се на средњој надморској висини од 650 метара (максималној 748 m, а минималној 550 m).

## Демографија
| 1962. | 1968. | 1975. | 1982. | 1990. | 1999. | 2011. |
| ----- | ----- | ----- | ----- | ----- | ----- | ----- |
| 278   | 302   | 241   | 231   | 220   | 202   | 223   |

График промене броја становника у току последњих година